# Lycopus (dier)
Lycopus is een geslacht van spinnen uit de  familie van de krabspinnen (Thomisidae).

## Soorten
- Lycopus atypicus Strand, 1911
- Lycopus edax Thorell, 1895
- Lycopus kochi Kulczynski, 1911
- Lycopus primus Tang & Li, 2009
- Lycopus rubropictus Workman, 1896
- Lycopus trabeatus Simon, 1895